# Universidade da África do Sul

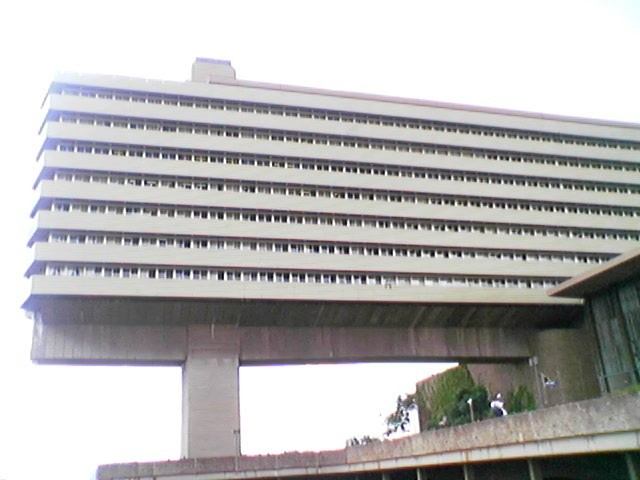
Edifício-sede da Unisa

A Universidade da África do Sul (com sigla em inglês Unisa), é uma instituição de ensino superior situada na África do Sul, a maior do continente africano e uma das maiores do mundo, com um quadro superior a 300 mil alunos do próprio país e de 130 outras nações. Está classificada entre as 10 melhores universidades da África, ocupando a quinta posição.

## Histórico
Fundada em 1873 como Universidade do Cabo da Boa Esperança (sigla em inglês UCGH), foi mais tarde incorporada à Unisa, e a primeira reconhecida naquele país, em 1918.
Criou, em 1946, por sugestão do professor A. J. H. van der Walt feita dois anos antes, os cursos por correspondência, em meio a grande controvérsia.
Entre 1947-1973 operava em dez edifícios, na sua sede, em Pretória.

## Ex-alunos
Dentre os egressos famosos da Unisa estão:
- Cyril Ramaphosa, Presidente da África do Sul
- Desmond Tutu, arcebispo emérito
- Frederik Willem de Klerk, político sul-africano
- Mmusi Maimane, político sul-africano
- Nelson Mandela, Presidente da África do Su